# Paul Brulat
Paul Brulat (1866-1940) est un écrivain et journaliste français.

## Biographie

### Jeunesse et études

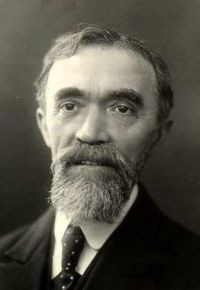
Paul Brulat, 1926.

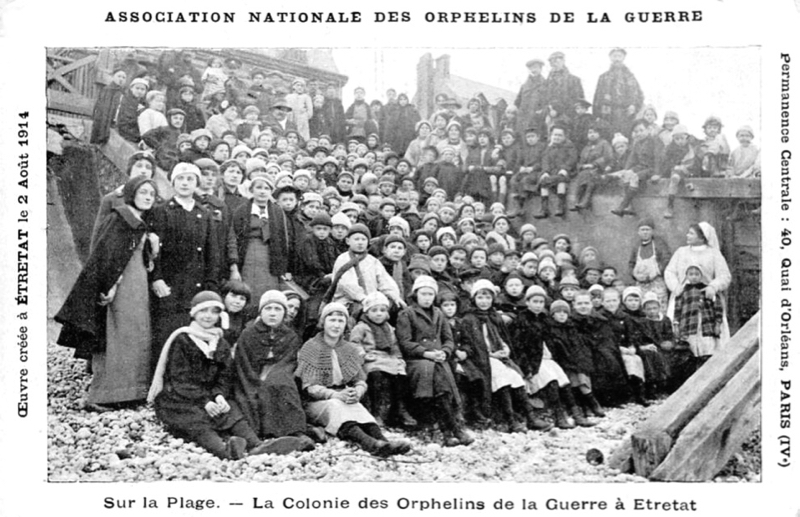
Colonie des orphelins de guerre.

Paul Auguste Brulat est né le 26 mai 1866 à Saint-Jean-de-Muzols, au lieu-dit du Furgon, en Ardèche. À la naissance de l'enfant, son père, Auguste Casimir Burlat était avocat, alors âgé de trente ans ; sa mère, Alphonsine, Augustine Serpelin, âgée de vingt-huit ans.
À l'âge de deux ans, Paul Brulat s'installe avec sa famille en Tunisie où son père est avocat défenseur auprès du tribunal d'instance de Tunis. Il revient en métropole pour suivre ses études au lycée de Marseille, actuel lycée Thiers, où il reste interne durant neuf ans selon ses dires ; il y a pour condisciple Edmond Rostand.
Il commence des études de droit à Paris en 1885, et obtient sa licence.

### Parcours professionnel
Il effectue une année de service militaire. Il devient inspecteur des monuments historiques,.
Paul Brulat rencontre une première fois Émile Zola à la fin 1889.
Le 8 avril 1895, à la mairie du Ier arrondissement de Paris, Paul Brulat épouse Catherine Alice Bionier (née le 13 novembre 1877), en présence des écrivains Émile Zola et Paul Alexis et de l'éditeur Georges Charpentier ; les deux derniers étant des proches de Zola. Il divorce le 6 janvier 1902.
En 1903, il participe au premier pèlerinage de Médan. En 1921, il est cofondateur de la Société littéraire des Amis de Zola.
Dès le début de la guerre, Paul Brulat prend part aux activités de la «Colonie des enfants de mobilisés» dont le premier centre est installé à Étretat en Seine-Maritime. Il note dans ses souvenirs :
- «Je n'étais que de passage à Paris. J'y venais chercher, chaque semaine, de pauvres enfants pour les transporter à Étretat, où s'était fondée la première colonie des orphelins de guerre. C'est une histoire des plus émouvantes et dont je fus le témoin, jusqu'à la fin des hostilités. (..) J'ai passé toute la guerre, penché sur cette enfance, victime de l'effroyable cataclysme»[11],[12].

En 1917, en 1922, il habite au no 21 rue la rue Ferdinand-Fabre à Paris (XVe arrondissement).
En novembre 1925, il fut victime d'un mauvais canular. Plusieurs journaux, abusés, annoncèrent sa mort, tel L'Est républicain ou L'Ouest-Éclair. Ce dernier rectifia l'erreur peu après, sous le titre «Les sensations d'un mort vivant» en donnant la parole à l'intéressé :
- «Je viens d'éprouver, à mon tour, les sensations du mort vivant. Elles ne durèrent, heureusement, qu'un jour. Cela suffit, cependant, pour que - la nouvelle de mon décès ayant été répandue par l'Agence Havas et la T.S.F., sur la foi d'un mauvais plaisant - quelques personnes se soient présentées aussitôt pour louer mon appartement»[13].

Paul Brulat est mort le 30 juin 1940, dans la commune du Chesnay, en Seine-et-Oise (aujourd'hui département des Yvelines).

## Carrière
À côté de sa fonction d'inspecteur des Monuments historiques, il entame un parcours de journaliste. À la fin de l'année 1889, à l'âge de vingt-trois ans, il entre au quotidien La Presse dirigé par Georges Laguerre, principal organe du boulangisme. Il donne à ce journal une chronique quotidienne de cent lignes, qu'on lui interdit cependant de signer.
Paul Brulat a collaboré aux organes de presse suivants : le Journal, L’Événement, La Cocarde de Maurice Barrès à l'automne 1894, la Revue socialiste, La Justice de Clemenceau à la fin de 1897, la Revue indépendante, Les Droits de l’homme, L'Esprit français, Les Maîtres de la Plume, Le Petit Marseillais (collaborateur littéraire).
Il publie deux romans sur le journalisme : Le Reporter (1898) et La Faiseuse de gloire (1900).
C’est donc en intellectuel et écrivain averti, admirateur de Zola et farouche défenseur d’Alfred Dreyfus, qu’il devient l’un des collaborateurs du Carmel en 1916 puis le directeur de la revue culturelle suisse Le Carmel français fin 1917.
Journaliste engagé, Paul Brulat mécontente certains de ses collègues : le 31 janvier 1899, il affronte en duel un homme de confiance de Rochefort, Daniel Cloutier (1862-1902), passionné d'escrime.
Paul Brulat a appartenu :
- au comité de la Société des Gens de Lettres ;
- à la société "L'Évolution mondiale" ;
- à la Fédération internationales des arts, des lettres et des sciences (fondée en 1918) ;
- au Cercle international intellectuel.

Il a fondé la société "Les amis de Jules Princet" (1873-1924, créateur du Théâtre aux Champs, 1906-1914).

## L'œuvre littéraire

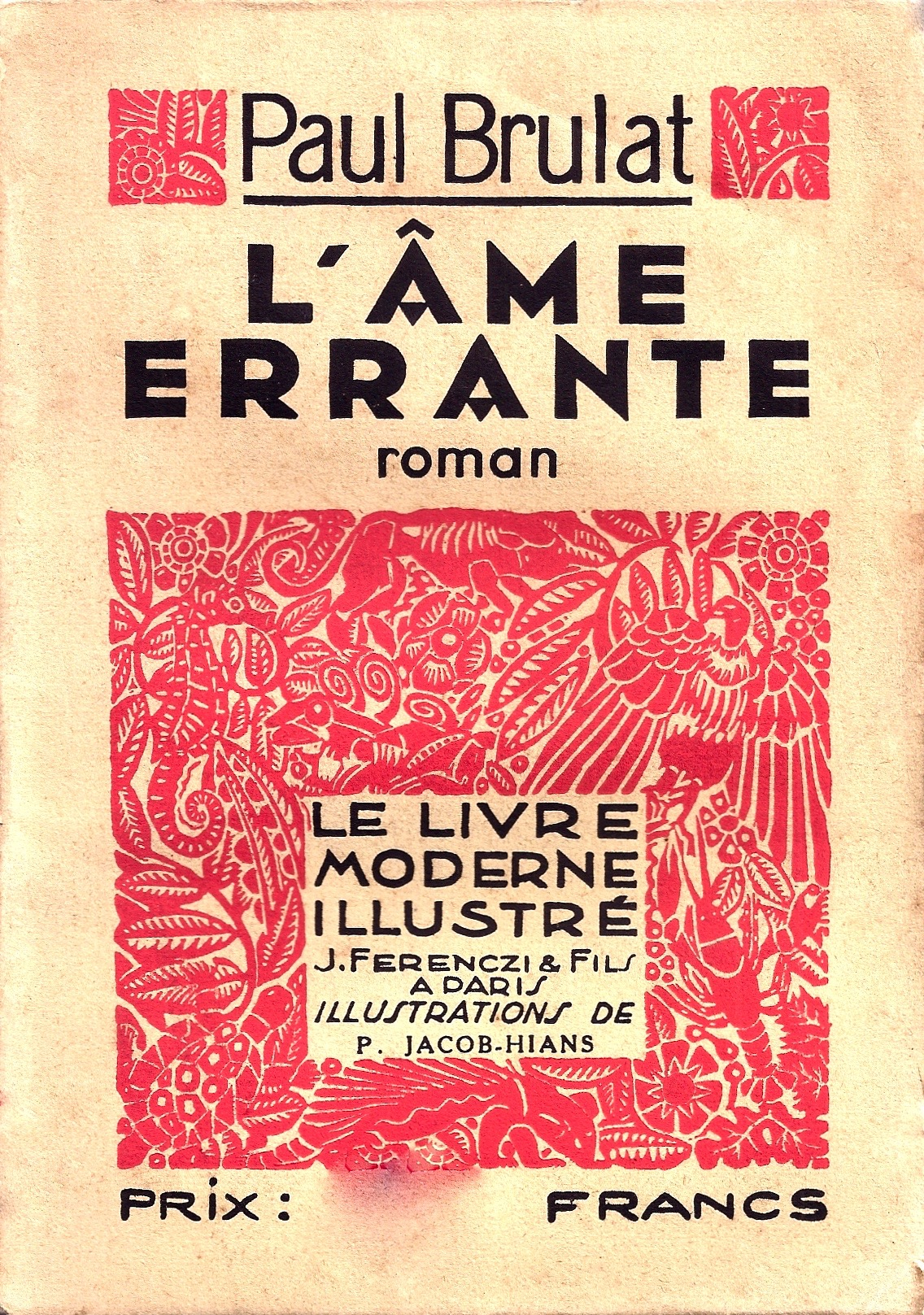
L'âme errante.

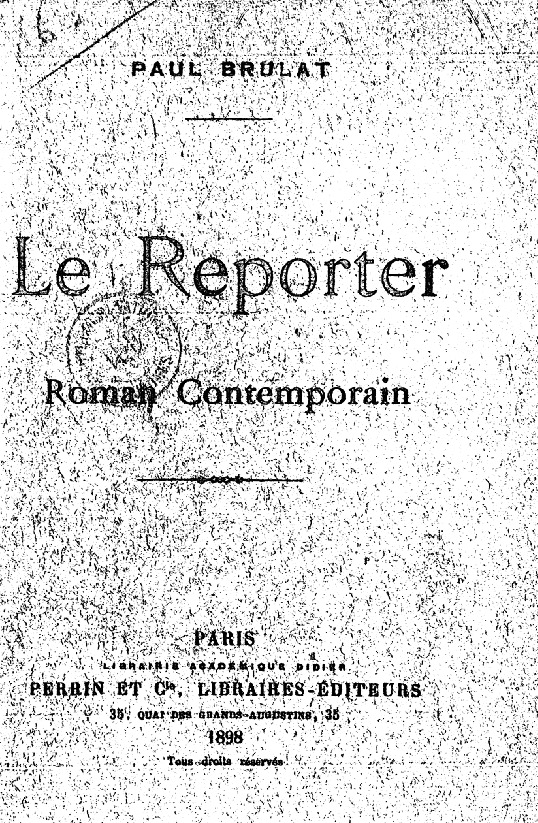
Le Reporter.

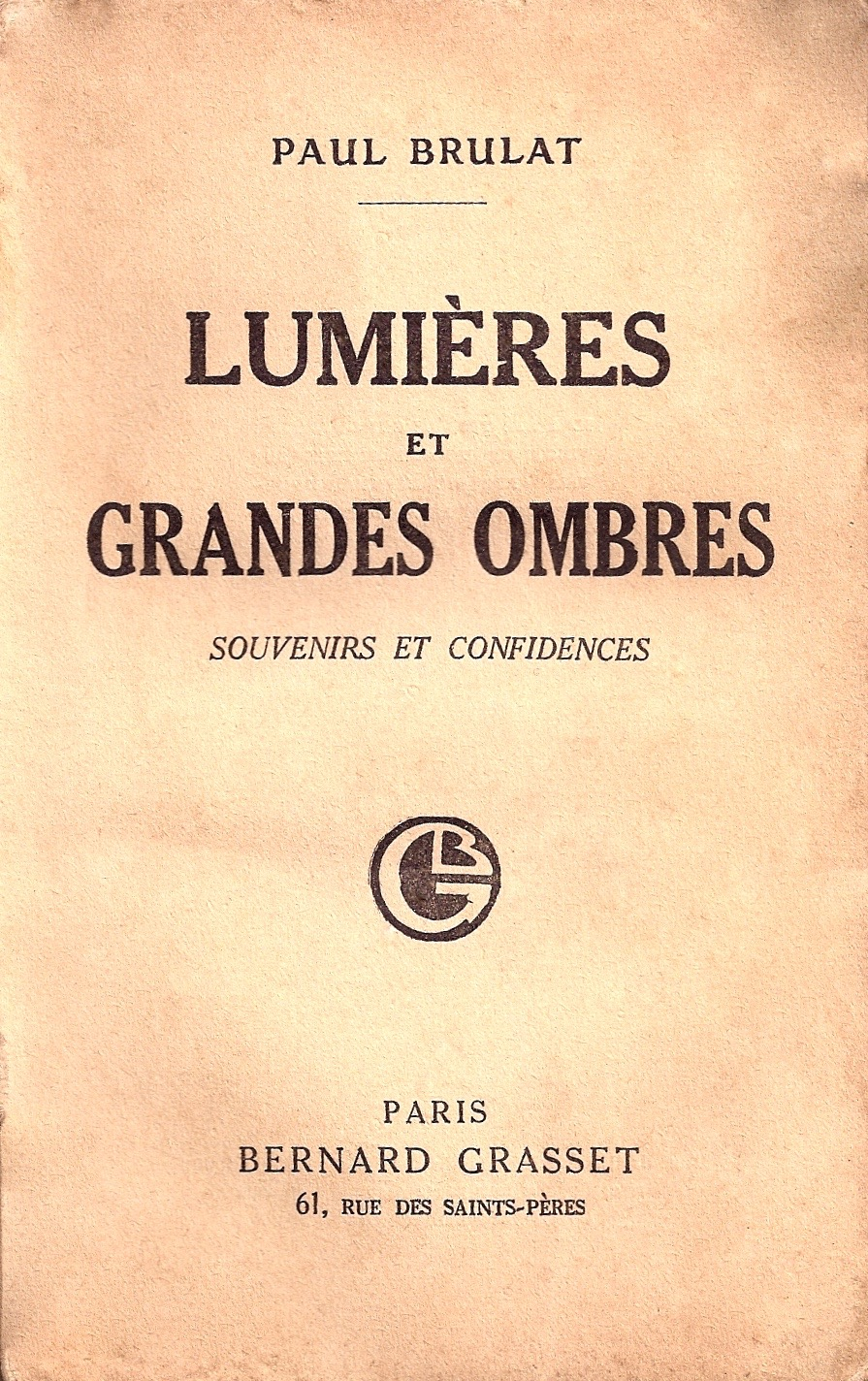
Lumières et grandes ombres.

### L'ennemie(1896)
Le chroniqueur littéraire du Matin présente ce livre ainsi : «Le nouveau volume de Paul Brulat, L'Ennemie, est une œuvre sincère et personnelle qui passionnera tous ceux qu'intéresse l'étude vivante des douleurs humaines. Il touche aux plaies les plus vives, aux actualités les plus inquiétantes de la société moderne, en mettant en scène anarchistes, rastaquouères, matamores, aventuriers et tous ceux qui se ruent furieusement à l'assaut de la fortune pour assouvir leurs appétits»».
Quant au rédacteur de La Justice, journal de Clemenceau, il signale qu'il s'agit de «la conclusion philosophique d'une trilogie où l'auteur raconte l'évolution intellectuelle et morale d'un jeune homme moderne».

### Le Reporter(1898)
Balzac avait brossé un portrait mordant de la presse dans Illusions perdues (1837-1843). Comme disciple de Zola, Paul Brulat la traite en romancier naturaliste et dénonce sa toute puissance.
Le nouveau roman de M. Paul Brulat est un tableau de mœurs.

### La Faiseuse de gloire(1900)
La "faiseuse de gloire", c'est la presse. "Brulat y a dénoncé les dangers de la presse actuelle accaparée par des forbans de finance et des brasseurs d'affaires, où l'écrivain, le philosophe, le penseur, ne sont plus rien, devenus esclaves du Capital, comme autrefois ils étaient «domestiques» et pensionnés des Princes, désormais condamnés à la condition de salariés, résignés aux viles servitudes. (...) La Faiseuse de gloire est un roman expérimental, selon la formule un peu étroite, préconisée par Émile Zola, il y a bientôt trente ans ; formule où le génie de l'illustre romancier épique ne put d'ailleurs jamais s'enfermer. Nous y assistons, aux aventures de Pierre Marzans, écrivain honnête, laborieux et digne, qui malgré son talent, ses qualités, est écrasé, persécuté, éconduit par la coalition des pornographes et des médiocres, qui encombrent les rédactions parisiennes. Parce que sa conscience n'est pas à vendre, parce que sa plume n'est point encline à se prostituer, on le chasse de partout, on le rejette comme un pestiféré."
Le même critique, Maurice Le Blond, adresse aussi des objections au récit : "Ce que je reprocherais à Brulat, c'est de n'avoir pas donné aux personnages de son roman un caractère plus général. On sent trop par exemple que Marzans c'est Brulat mais que jamais il n'incarne une collectivité ; je n'ai pas noté une minute où ce personnage paraisse représentatif d'une caste professionnelle, d'une famille de tempéraments quelconque. Voilà un grand défaut pour un romancier, se montrer soi)même dans ses romans avec son teint, sa démarche et sa voix, cela rétrécit toujours le cas, l'émotion, l'intérêt, et quand il s'agit d'une œuvre pamphlétaire, comme celle-ci, le lecteur est toujours tenté de soupçonner des rancunes personnelles, ce qui affaiblit la portée de la thèse."

### Lumières et grandes ombres(1930)
Il s'agit des mémoires de Paul Brulat depuis 1885, soit quarante ans de vie parisienne, politique et littéraire, avec l'évocation de nombreuses personnalités : Émile Zola, Clemenceau, Verlaine, Barrès, Louise Michel, Anatole France, le dramaturge Henry Becque, le député radical Léon Chambige, et encore le boulangisme, l'Affaire Dreyfus...

### Critiques
Paul Brulat a été la cible du prêtre Louis Bethléem qui le cite à charge, dans son Romans à lire et romans à proscrire (1904) : "Disciple de Zola, écrivain agressif qui proclama, à diverses reprises, les droits de la pensée ; écrivain naturaliste".

## Citations
- "Rien n'est tel, pour bien écrire, en vers comme en prose, que de sentir et d'avoir vraiment quelque chose à dire", Lumières et grandes ombres. Souvenirs personnels, 1930, p. 69.

## Publications

### Romans
- L'Âme errante, 1892.
- La Rédemption, 1895[26].
- L'Ennemie, 1897.
- Le Reporteur, roman contemporain, 1898.
- La Faiseuse de gloire, 1900.
- Le Nouveau Candide, 1902.
- La Gangue, 1903.
- Eldorado, 1904.
- L'Aventure de Cabassou, 1905.
- Beaucoup d'amour pour rien..., 1916.
- Rina, 1918.
- La Plus Belle Victoire, 1920.
- L'Étoile de Joseph, 1921.
- L'Amour sauveur, (15 pages) 1921.
- Ne forçons pas notre destin, 1926.
- Le Passage dangereux, 1928.
- Le Devoir de vivre, 1928.
- La Vie de Rirette, 1932.

### Histoire
- Histoire populaire de Jules Ferry, 1907.
- Histoire populaire d'Émile Zola, 1909.
- Histoire populaire de Gambetta, 1909.
- Histoire populaire du général Hoche, 1911.
- Histoire populaire du général Galliéni, 1920.

### Contes et nouvelles
- Sous la fenêtre, 1896.
- Méryem, 1900.
- La Femme et l'Ombre, 1913.
- Les Destinées, 1921.

### Divers
- L'Affaire Dreyfus. Violence et Raison, 1898.
- Pensées choisies, 1922.
- Causerie faite en l'Hôtel du Cercle de la Librairie, 1923[27].
- Lumières et grandes ombres. Souvenirs personnels, 1930.
- La Peinture à travers les âges, 1931[28].